# Sullivan Fortner
Betty Davis, (New Orleans, 1986. december 29. –) amerikai dzsesszzongorista. 2010 és 2017 között állandó zongorista volt Roy Hargrove trombitás zenekarában.

## Pályafutása
Fortner New Orleansban született, és ott is nőtt fel. Édesanyja egy baptista gyülekezet kórusvezetője volt. Négyéves korától tanult zongorázni. Az ihlette a játékra, hogy látott egy nőt orgonálni egy helyi templomban. Fortner egy ideig csak önmmagára támaszkodott, de amikor meghallgatott egy koncertet a New Orleans-i Kreatív Művészeti Központban, minden megváltozott. Fortner az Oberlin Conservatory of Music-ban szerzett alapdiplomát, majd a Manhattan School of Music-ban kapott mesterdiplomát.
2009-ben Fortner tag volt Stefon Harris vibrafonista zenekarában, többek között egy európai turnén is.
Fortnerre 2011-től erős hatással volt rá Barry Harris zongorista. Akkor jött rá, hogy a zenei ismeretei édeskevesek.
A Hargrove zenekar szaxofonosával, Justin Robinsonnal készített felvételeket 2013-ban. 2015-ben Fortner elnyerte az American Piano Awards Cole Porter ösztöndíját, amely 50 000 dollárból, a Mack Avenue Records felvételi lehetőségéből, valamint két év szakmai karrierszolgáltatásból áll.
Fortner játszott néhány számban Paul Simon „In the Blue Light” című albumán.

## Albumok

### Zenekarvezetőként
- Aria (Impulse!, 2015)
- Moments Preserved (Impulse!, 2020)
- Tea for Two (2022)
- Solo Game (Artwork Records, 2023)
- Southern Nights (Artwork Records, 2025)

### Közreműködőként (válogatás)
- Donald Harrison: Quantum Leaps (2010)
- Theo Croker: Afro Physicist (2011)
- Justin Robinson: Alana's Fantasy (2013)
- Lauren Henderson: A la Madrugada (2015)
- Cécile McLorin Salvant: Dreams and Daggers (2016)
- Cécile McLorin Salvant: The Window (2018)
- Paul Simon: In the Blue Light (2018)
- Cécile McLorin Salvant: Ghost Song (2021)

## Díjak
- 2016: Lincoln Center Award for Emerging Artists
- 2016: Down Beat magazine: „25 for the Future”
- 2020: Down Beat kritikusok díja (hangszerelés)

## Fordítás
Ez a szócikk részben vagy egészben  a   Sullivan Fortner című angol Wikipédia-szócikk ezen változatának fordításán alapul.  Az eredeti cikk szerkesztőit annak laptörténete sorolja fel. Ez a jelzés csupán a megfogalmazás eredetét és a szerzői jogokat jelzi, nem szolgál a cikkben szereplő információk forrásmegjelöléseként.